# Dayr al-Qamar
Dayr al-Qàmar o Deir el Qamar (àrab: دير القمر, Dayr al-Qamar, literalment ‘Monestir de la Lluna’) és una vila del sud-est del Líban, al districte del Xuf, a la governació de Mont Liban.

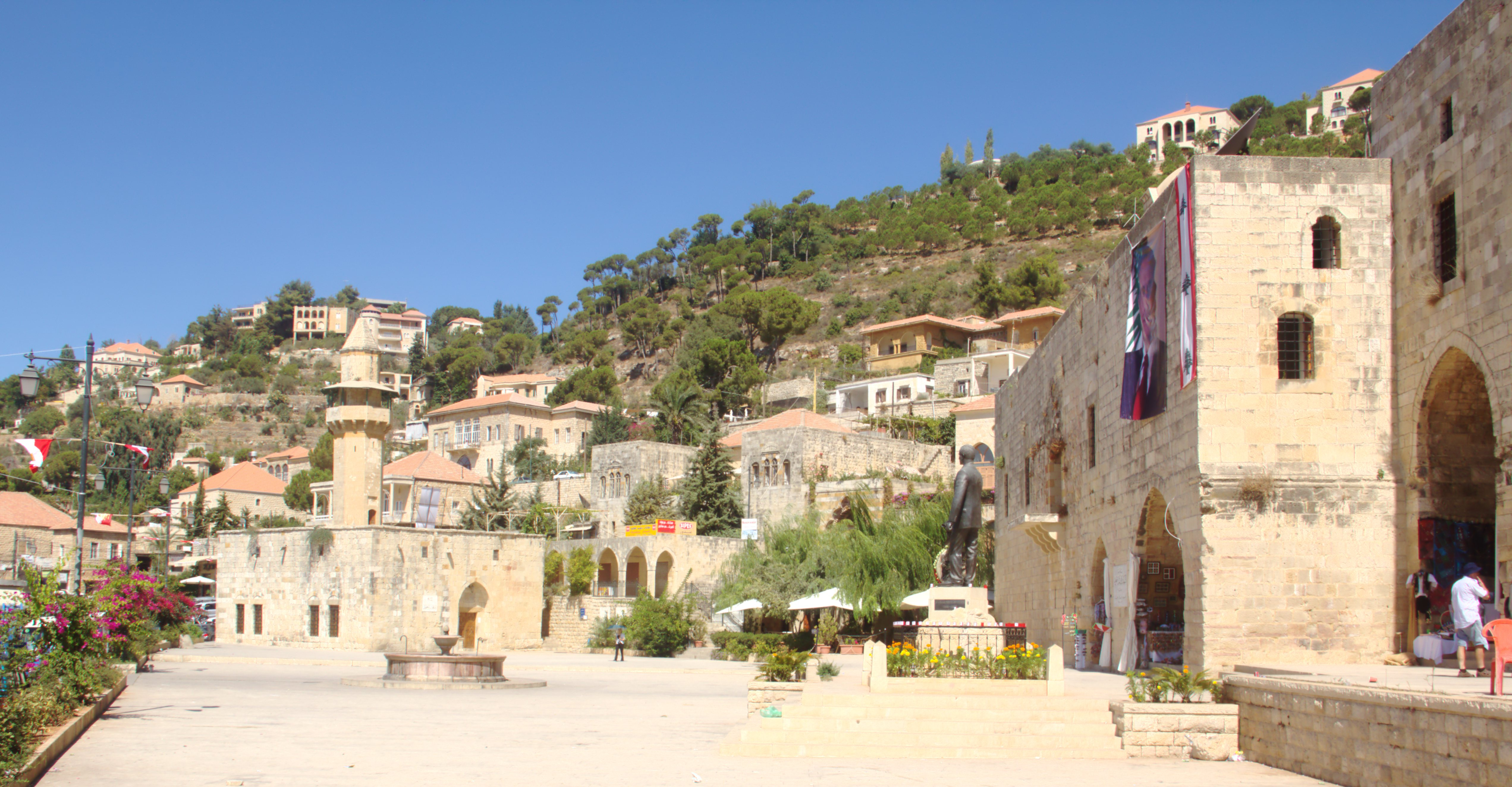
La placa central

La seva fama deriva que als segles XVI a XVIII fou residència dels governadors otomans del Líban. Entre els que hi residiren destaca Fakhr-ad-Din II (mort en 1635). El primer a viure-hi fou Fakhr-ad-Din I, l'avi de l'anterior, que s'hi va establir en 1518 perquè la seva residència de Baakline no tenia prou aigua. Els xihàbides van governar a la ciutat del 1697 al 1842.
El poble fou edificat sobre un antic temple romà dedicat a la Lluna, actualment església de Sayyídat at-Tal·l o Nostra Senyora del Mont.
Els seus edificis més destacats són la mesquita de Fakhr-ad-Din, construïda en 1493 i després restaurada al segle xvi per l'emir homònim, i el Palau de Yunus Maan, germà petit de Fakhr-ad-Din II i cap del seu exèrcit durant l'exili de l'emir a Itàlia en 1613, i que avui dia és seu de l'ajuntament. Dayr al-Qàmar fou la primera municipalitat del Líban en 1864.
Altres monuments i llocs a destacar són:
- La plaça publica o Midane, amb la font del Midane, del segle xix.
- El mercat de la seda o Qaysariyye, construït el 1595 per Fakhr-ad-Din II.
- El kharj construït per Fakhr-ad-Din II en 1616, inicialment un arsenal i després dipòsit d'aliments. Avui un centre cultural. Al costat hi havia la sinagoga del segle xvii.
- El palau de l'emir Àhmad Xihab, o palau Jirjis Baz, construït per l'emir en 1755 per a la seva esposa.
- El palau de Fakhr-ad-Din II, enfront de l'anterior, avui museu.
- La residència de Nicolau el Turc (1763-1828), conegut poeta de la cort de Baixir Xihab II, construït el 1805.
- El serrall de l'emir Yússuf Xihab, avui de la municipalitat, construcció inicial de Fakhr-ad-Din I.[1]
- El mausoleu d'al-Qubba o al-Kobbeh, amb les restes d'Àhmad Maan, emir entre 1662 i 1697, i de Hàydar Xihab, emir entre 1706 i 1732.
- L'església de Sayyídat at-Tal·l. de Saidet et Tall o de Nostra Senyora del Mont.

El 1860 fou escenari de la matança de 2.000 cristians. Encara avui en dia és de majoria cristiana, un dels pocs que resta sencer al Chouf després de la guerra civil i d'haver estat bloquejada per les milícies del Partit Socialista Progressista de Walid Djumblat.
La personalitat més important de la ciutat és l'antic president libanès Camille Chamoun.